# Fram (toneelstuk)
Fram is een toneelstuk van de Britse auteur Tony Harrison, voor het eerst opgevoerd in het Londense Royal National Theatre in 2008 in een regie van hemzelf en Bob Crowley. In 2006 waren reeds enkele fragmenten van het werk in het Europees Cultuurcentrum Delphi in Griekenland voorgelezen. Het is een stuk voor vijftien acteurs, die in rijmende coupletten van jambische pentameters spreken. 
In Fram laat Harrison de Australische classicus Gilbert Murray uit de dood opstaan om een toneelstuk over zijn vriend Fridtjof Nansen te schrijven, waarin wijlen Dame Sybil Thorndike eveneens een rol moet spelen. Het spook van Murray fungeert hierbij als het koor uit een Oudgriekse tragedie, die in dit geval echter over de Noordpool en het ontstaan van de Volkenbond handelt.

## Samenvatting
’s Avonds laat in Westminster Abbey komt Gilbert Murray vijftig jaar na zijn dood uit zijn graf tevoorschijn. Hij is tevreden dat hij dicht bij een gebrandschilderd raam van zijn held Aeschylus begraven is, maar tegelijk uiterst verontwaardigd dat zijn aartsvijand T.S. Eliot een monument in Poets' Corner heeft gekregen: Eliot uitte vernietigende kritiek op Murrays vertalingen van Oudgriekse toneelstukken, wat hij nooit heeft kunnen verkroppen. De vermaarde actrice Sybil Thorndike komt hem vergezellen; Murray verklaart trots dat hij een gloednieuw toneelstuk over Nansen zal schrijven en belooft Thorndike een rol.
Er begint een diavoorstelling van Dr. Nansen over zijn expeditie met de Fram en zijn sledetocht naar 84 graden noorderbreedte met Hjalmar Johansen. Nansen en Johansen hebben tegengestelde persoonlijkheden: Nansen maakt waskrijttekeningen van het noorderlicht en luistert op de grammofoon naar Grieg gezongen door zijn vrouw Eva; Johansen is daarentegen hoofdzakelijk in alcohol geïnteresseerd en vindt Nansens reciteren van poëzie niets dan tijdverspilling. Ze eten ijsberen, walrussen en hun sledehonden. Na afloop van de expeditie volgt de triomfantelijke intocht van de Fram in Christiania. Johansen wordt ontslagen en pleegt zelfmoord; Roald Amundsen breekt al spoedig Nansens record en Nansens vrouw is gestorven. Nansen is ontgoocheld in het leven.

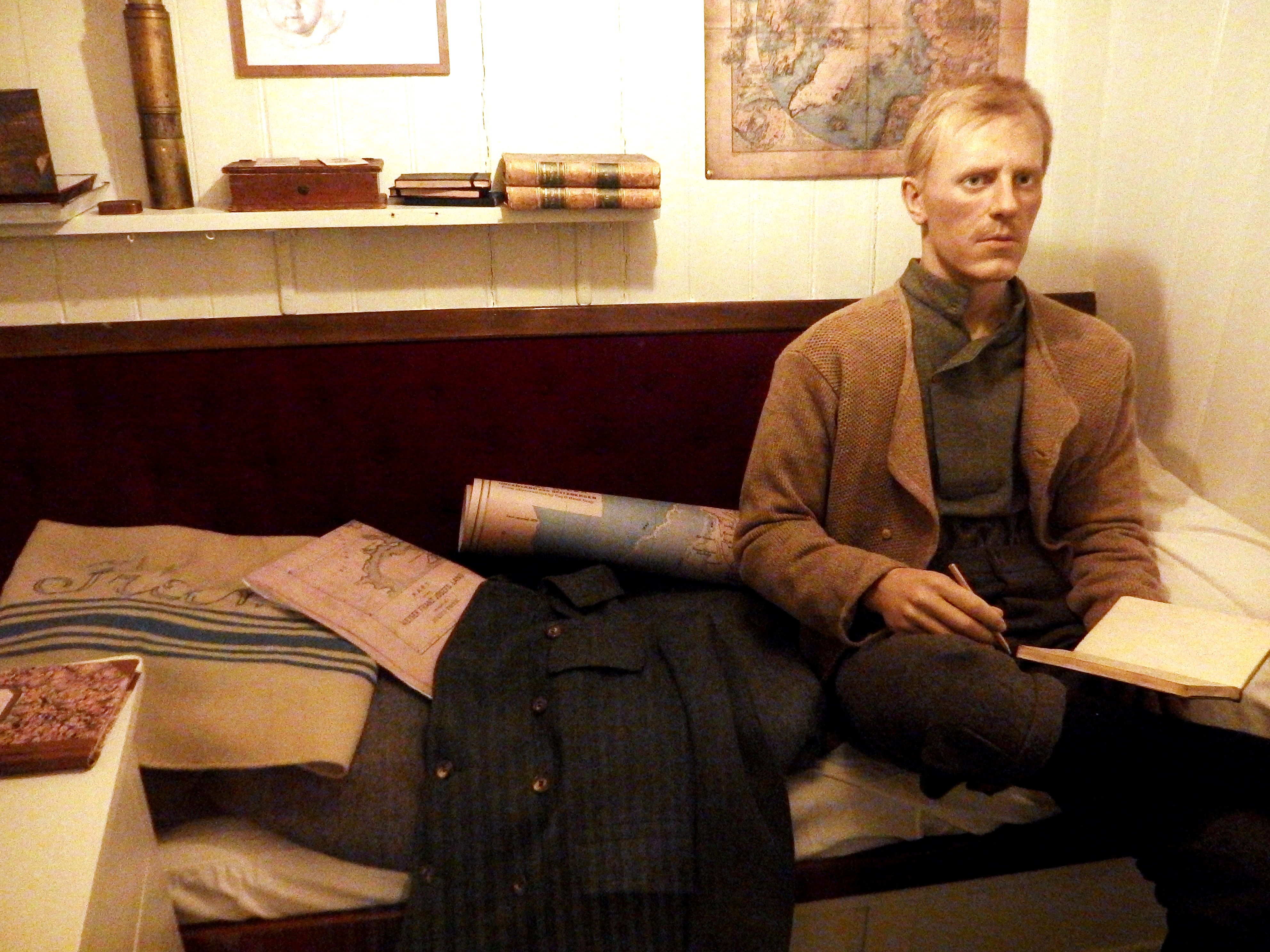
Pop van Nansen in het museumschip Fram

Na verloop van tijd engageert Nansen zich voor humanitaire acties naar aanleiding van de Russische hongersnood van 1922. In Londen vergadert hij met drie mannen van de American Relief Association. Eveneens aanwezig zijn Gilbert Murray, Eglantyne Jebb, Ruth Fry en Sybil Thorndike. Ze vertonen een film van Save the Children over de hongersnood en debatteren over het nut van woorden versus beelden. Na afloop speelt Sybil Thorndike een monoloog over hongersnood en kannibalisme, waarna ze de tafel onderbraakt.
In het tweede bedrijf treedt de geest van Hjalmar Johansen op met een Grieks tragediemasker. Bij wijze van statement eet hij het braaksel van Thorndike op; hij is de cynicus die de hulpcampagne als schijnheilige propaganda van het westen beschouwt. Er worden sensationele dia’s van uitgemergelde lijken geprojecteerd. Johansen brengt de lijken tot leven en laat ze schreeuwen.
Murray en Thorndike schrijden langzaam terug naar hun graf in Westminster Abbey. Murray vraagt zich af of zijn obsessie met het antieke theater überhaupt zin heeft gehad. Wanneer ze zich voorbereiden om weer in het graf af te dalen, verschijnt een Koerdische dichter met een dichtgenaaide mond in de abdij. Hij vertegenwoordigt een asielzoeker; de vrije meningsuiting is hem ontnomen. Er weerklinkt het geluid van een vliegtuig boven het theater. Thorndike levert een monoloog over doodgevroren verstekelingen die uit vliegtuigen vallen. Westminster Abbey verandert in een poollandschap en het geluid van het vliegtuig verwordt tot het gezoem van duizenden bromvliegen.
Nansen vertelt het verhaal van twee verstekelingen uit Guyana die in het landingsgestel van een Sabenavliegtuig doodvroren en bij verschillende landingen weer ontdooiden alvorens gevonden te worden dankzij de zwerm vliegen die hen omgaf. Johansen en Nansen erkennen dat ze elkander ondanks hun tegenstellingen nodig hadden om in de arctische koude te overleven.

## Receptie
Fram kreeg veelal negatieve tot onverschillige kritieken. Een recensent van de Evening Standard vond het toneelstuk statisch en pretentieus, terwijl de bespreking van Whatsonstage het geheel enigszins onsamenhangend vond. Volgens Michael Billington van The Guardian was de opzet van Fram te ambitieus; de intellectuele vraagstukken aangaande het belang van kunst tegenover de realiteit en het nut van idealisme zijn volgens hem weliswaar interessant, maar te complex om in één toneelstuk coherent te kunnen behandelen, waardoor Harrison te veel hooi op zijn vork had genomen.
De recensent van The Times vatte het toneelstuk samen met de vraag: „Wat is het nut van Aeschylus in Darfoer?” In een bijdrage uit 2011 over het belang van Grieks drama in de hedendaagse maatschappij ging Mary Beard hier dieper op in.